# Brymela tutezona
Brymela tutezona là một loài rêu thuộc họ Pilotrichaceae. Đây là loài đặc hữu của Panama. Môi trường sống tự nhiên của chúng là rừng ẩm vùng đất thấp nhiệt đới hoặc cận nhiệt đới. Chúng hiện đang bị đe dọa vì mất nơi sống.